# Ballet Nacional de China

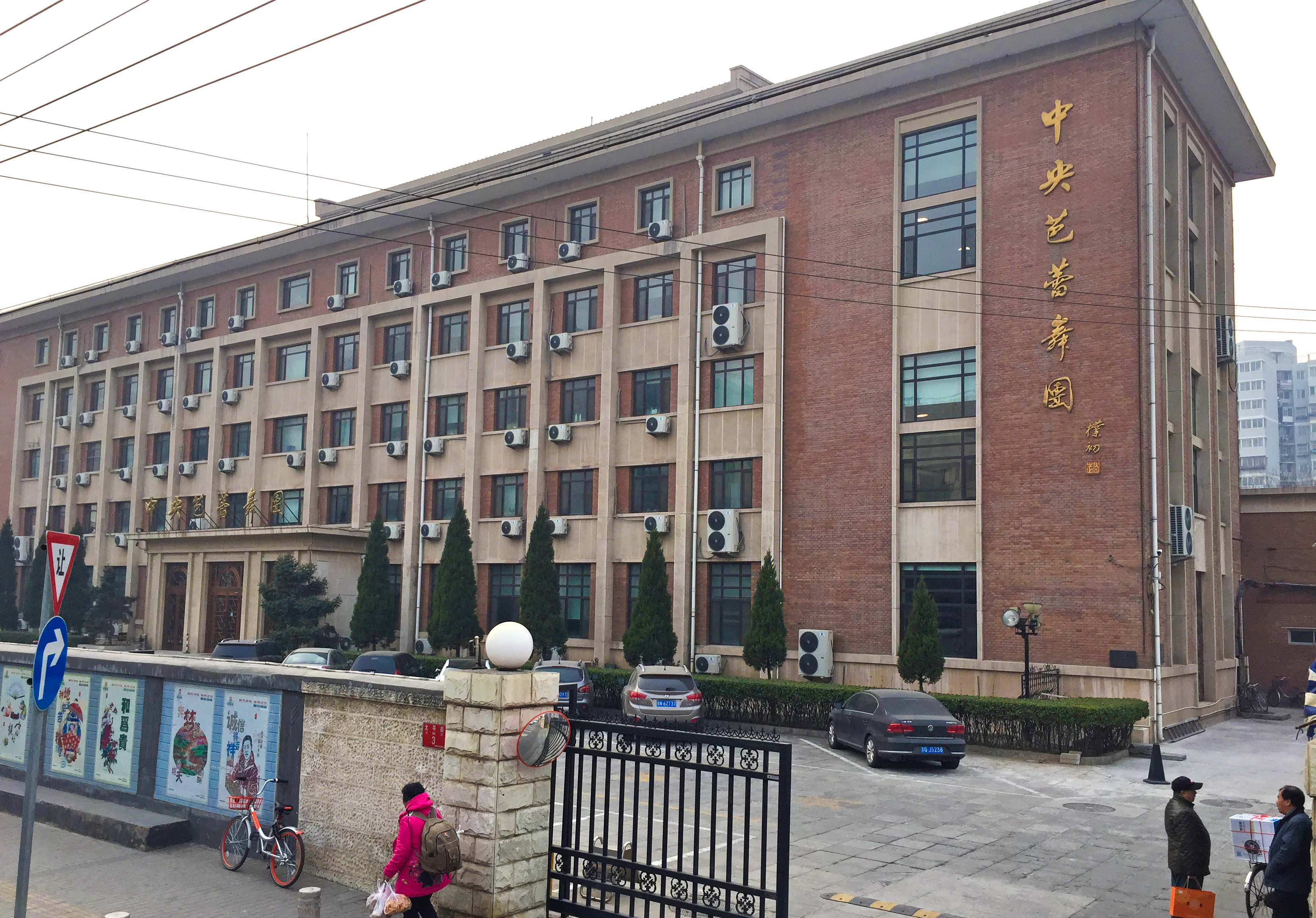
Ballet Nacional de China, ubicado en 3 Taiping Street

El Ballet Nacional de China (inglés: National Ballet of China (NBC), también Central Ballet Troupe o Ballet Central de China como es conocido en China), residente en Pekín, fue fundado el 31 de diciembre de 1959 y es la única compañía de ballet "nacional" del país. El maestro de ballet Peter Gushev de la ex Unión Soviética ha creado una sólida fundación del ballet clásico en el NBC. 
NBC ha producido ballets chinos, occidentales, modernos y danza moderna. Su repertorio, entre otros, incluye:
Obras chinas:
- La roja indiferencia de las mujeres
- La linterna roja
- Canción de la montaña Yimeng
- Emboscada de diez lados
- Río Amarillo
- Liang Zhu
- El sacrificio de Año Nuevo
- La cámara matrimonial

Obras occidentales:
- El lago de los cisnes
- Giselle
- Coppélia
- Don Quijote
- La Corsaire
- La consagración de la primavera
- La Fille Mal Gardee
- La bella durmiente del bosque (ballet)
- Pas de Quatre

Muchos bailarines del NBC han ganado medallas de oro, plata y bronce en diversas competiciones internacionales de ballet.
El Teatro Tianqiao fue construido específicamente por el NBC en 1959, y fue renovado en 2001. Este teatro es uno de los más accesibles en China que se especializa en espectáculos de ballet y ópera.
- Datos: Q1050975